# Josef Katzer

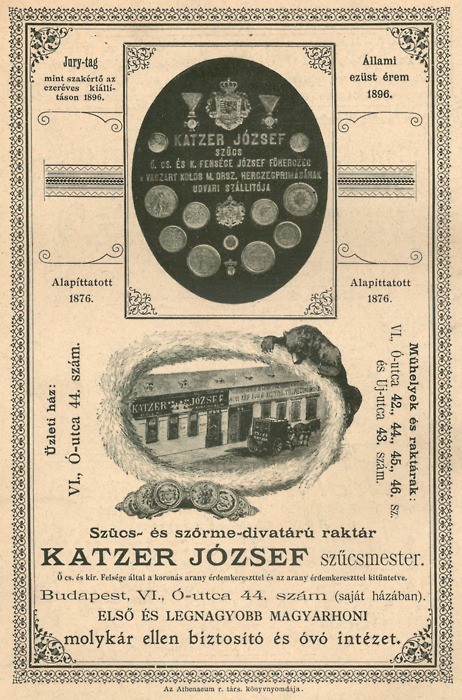
Anzeige Josef Katzer (1896)

Josef Katzer, auch József Katzer, war ein Kürschnermeister und k.u.k. Hoflieferant.

## Biografie

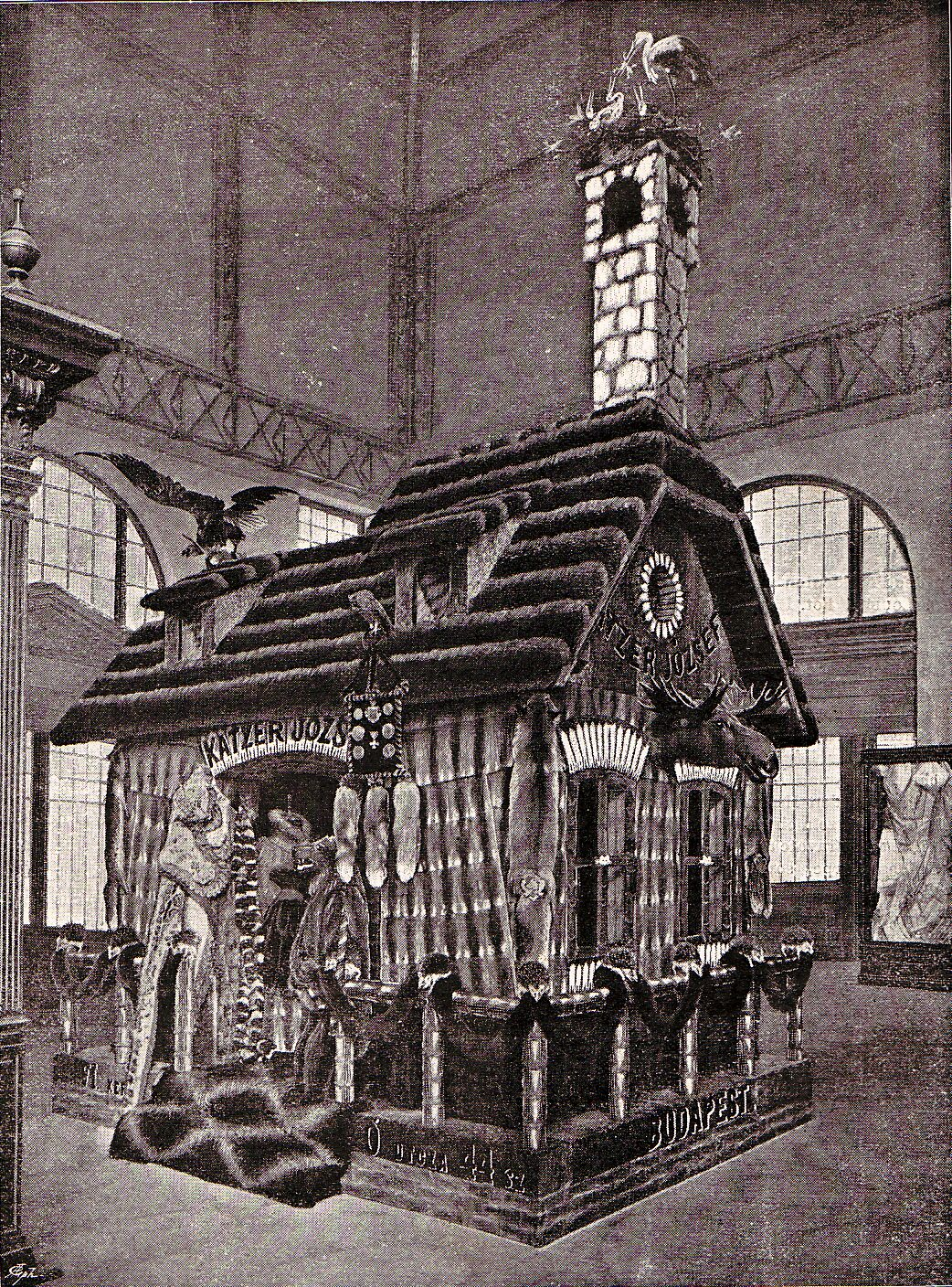
Ausstellungsobjekt von Josef Katzer auf der Budapester Millenniumsausstellung 1896

Sein Unternehmen wurde 1876 gegründet. Der Sitz war an der Altgasse 44 im 6. Budapester Bezirk Terézváros im eigenen Haus.
Katzer wurde in seinem Fachbereich sehr erfolgreich. Zu seinen Produkten gehörten Gala-Mäntel für die ungarische Aristokratie, auch der königliche Hof zählte zu seinen Kunden. Für seine Verdienste wurde er zum königlich-ungarischen Hoflieferanten, beziehungsweise k.u.k. Hoflieferanten ernannt. Er wurde mit dem goldenen Verdienstkreuzes ausgezeichnet und zum Kommerzienrat, Handels- und Gewerbekammer-Rat berufen.
Bei der Pariser Weltausstellung war er Mitglied der Gruppen-Kommission der XIII. und XIV. Sektion sowie Exekutiv-Mitglied der XIII. Sektion. Er erhielt die Silberne Medaille der Pariser Weltausstellung in der Bekleidungssektion.
Ein Kuriosum stellte Katzer bei der Budapester Millenniumsausstellung 1896 vor. Das Ausstellungsobjekt war ein „Alfölder Bauernhaus“ dessen äußere und innere Bekleidung aus edlem Pelzwerk zusammengestellt war. Diese originelle Arbeit fand in seiner Zeit in Fachkreisen lobende Anerkennung.